# O Curso do Império

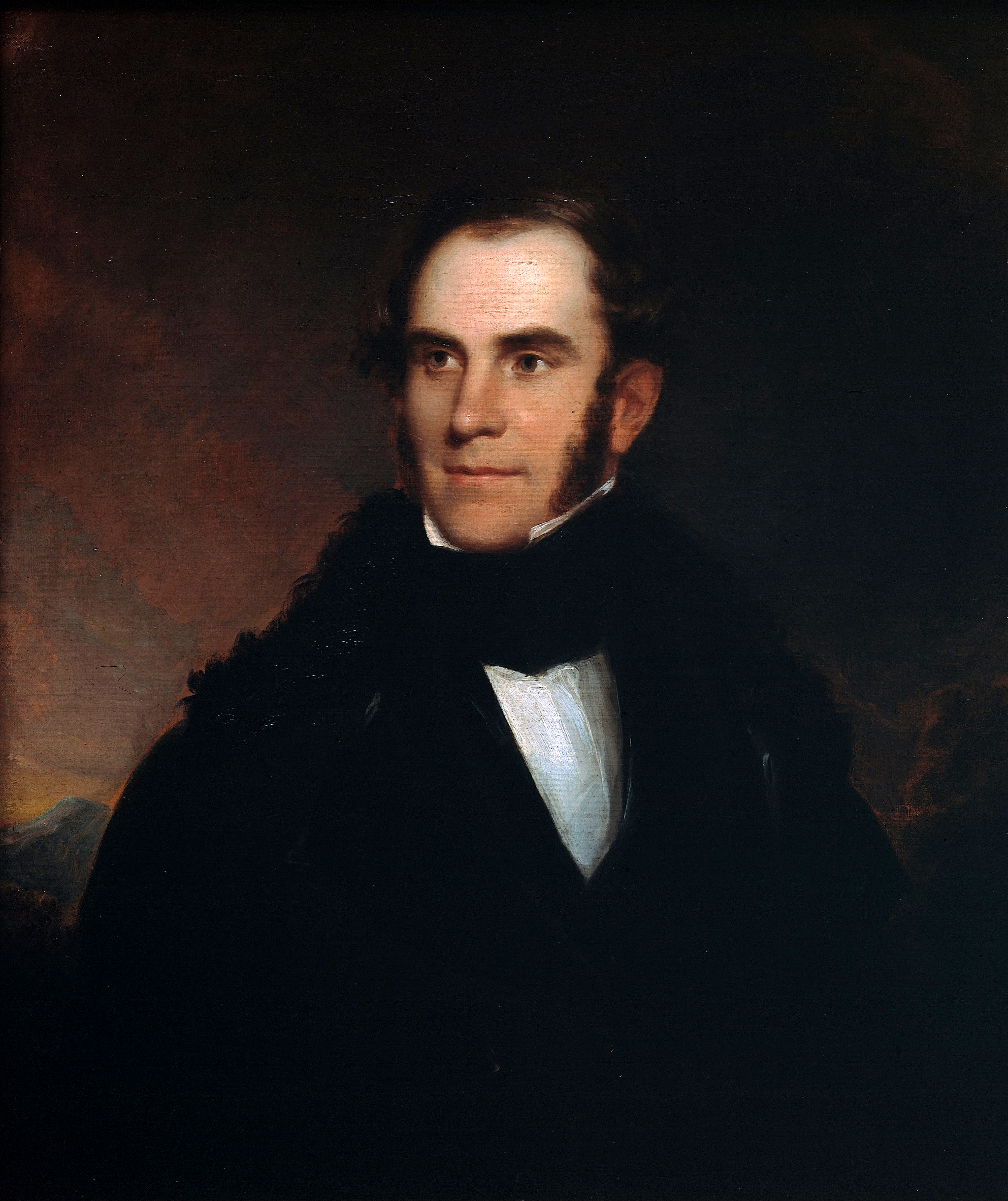
Retrato de Thomas Cole por Asher B. Durand, 1837.

O Curso do Império é uma série de cinco pinturas criadas por Thomas Cole nos anos de 1833 a 1836. É notável, em parte, por refletir os sentimentos estadunidenses populares da época, quando muitos viam o pastorismo como a fase ideal da civilização humana, temendo que o império levasse à gula e à inevitável decadência. O tema dos ciclos é aquele que Cole evocava com frequência, como em sua série A Viagem da Vida. O Curso do Império compreende os seguintes trabalhos: O Curso do Império - O Estado Selvagem; O Estado Arcádico ou Pastoral; A Consumação do Império; Destruição; e Desolação. Todas as pinturas têm 39,5 polegadas por 63,5 polegadas (100 cm por 161 cm), exceto A Consumação do Império, que tem 51" por 76" (130 cm por 193 cm).

## Características

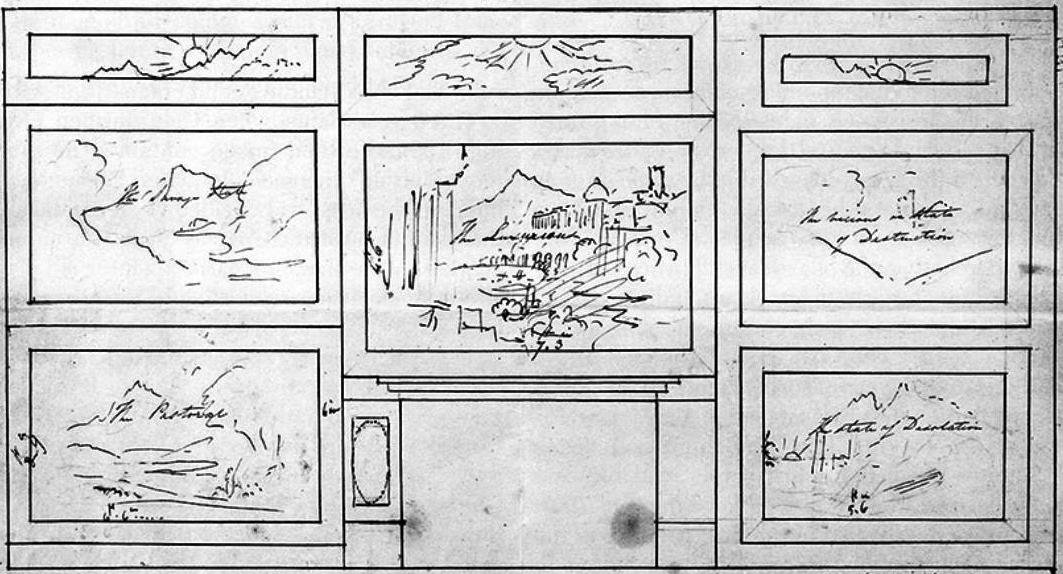
O esboço de Cole feito em 1833, para o arranjo das pinturas em volta da lareira de Reed.

A série de pinturas retrata o crescimento e queda de uma cidade imaginária, situada na extremidade inferior do vale de um rio, perto de seu encontro com uma baía do mar. O vale é distintamente identificável em cada uma das pinturas, em parte por causa de um marco incomum: uma grande rocha está situada no topo de um penhasco com vista para o vale. Alguns críticos acreditam que isto significa o contraste entre a imutabilidade da terra e a transitoriedade do homem.
Uma fonte direta de inspiração literária para as pinturas do Curso do Império é a A Peregrinação de Childe Harold (1812-1818), de Lorde Byron. Cole citou linhas do Canto IV em seus anúncios de jornal para a série:
Primeira liberdade e depois Glória - quando essa falha,
Riqueza, vice, corrupção...
Cole projetou essas pinturas para serem exibidas com destaque na galeria de fotos no terceiro andar da mansão de seu patrono, Luman Reed, na 13 Greenwich Street, Nova York. O layout era aproximadamente como mostrado aqui, de acordo com o diagrama de instalação de Cole. A série foi adquirida pela New-York Historical Society em 1858 como um presente da Galeria de Belas-Artes de Nova York.

O Curso do Império
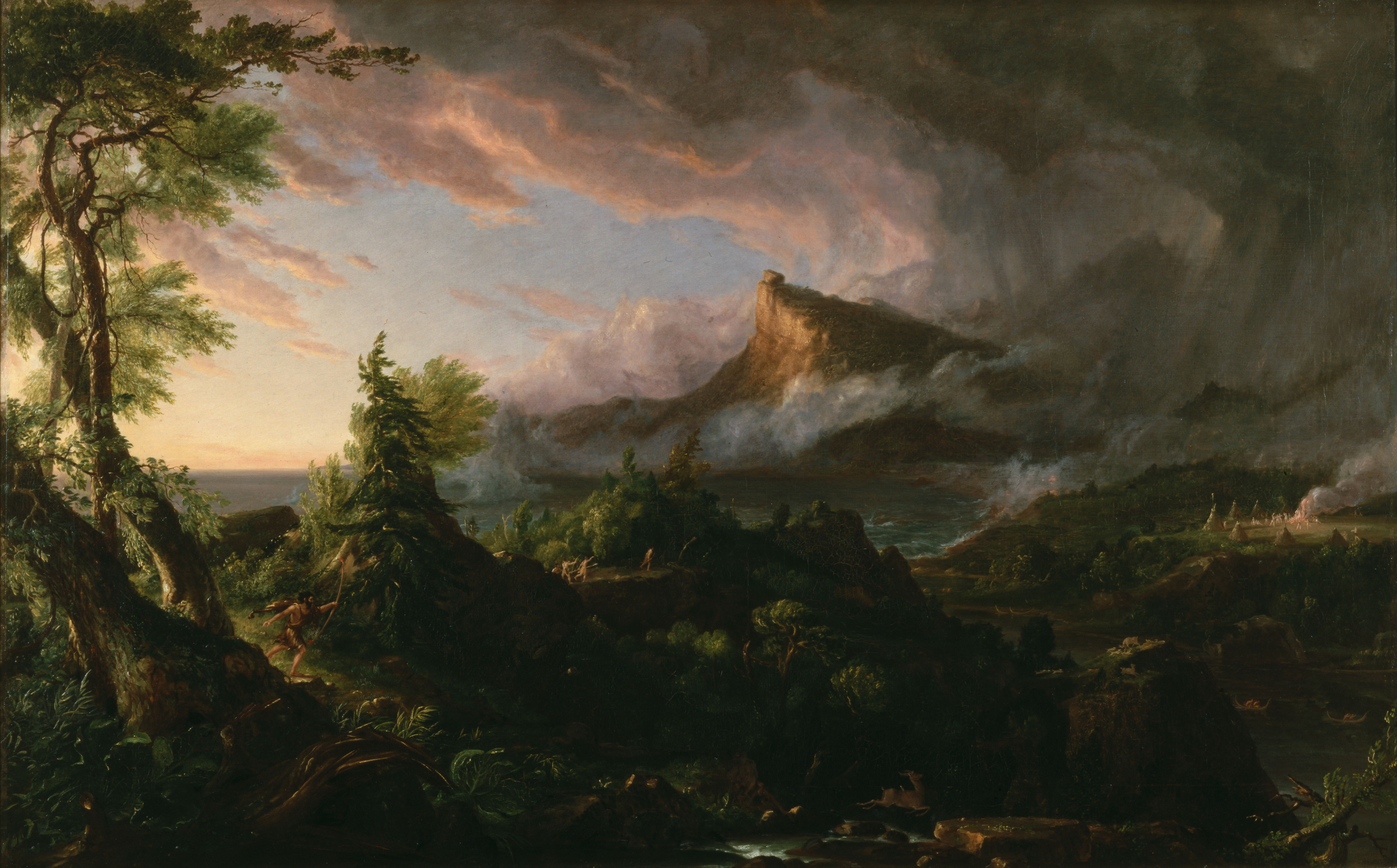
O Estado Selvagem
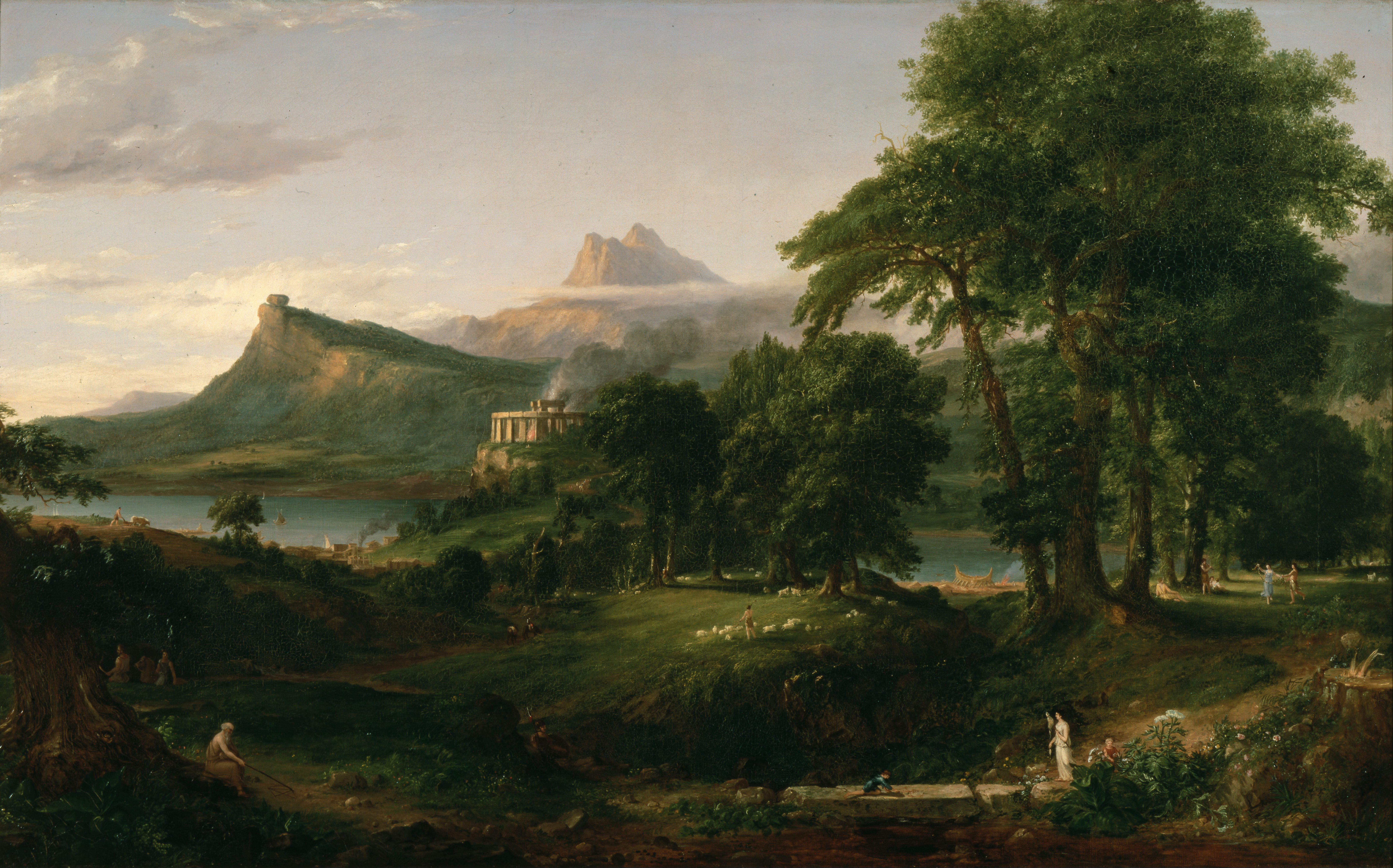
O Estado Pastoral
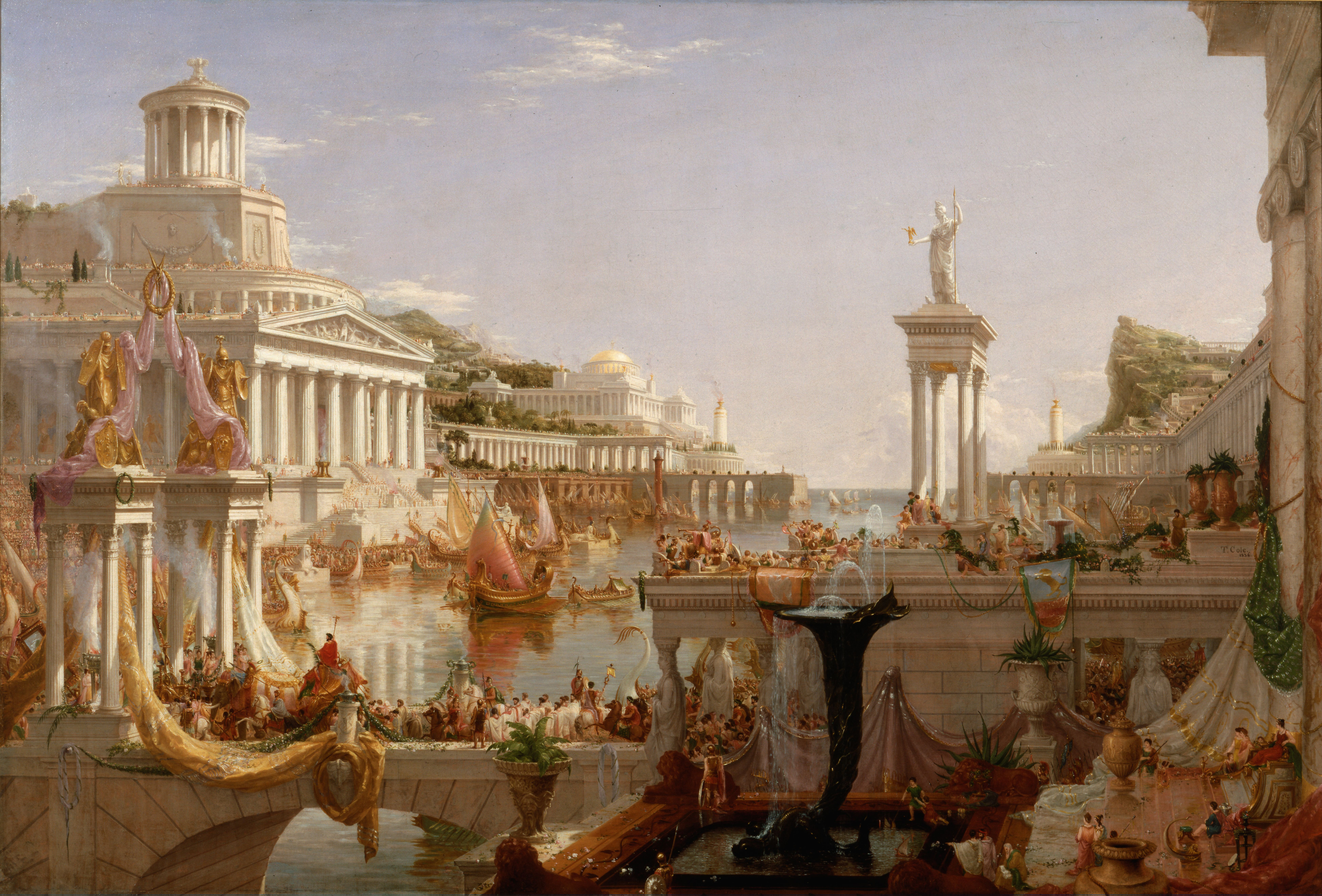
A Consumação do Império
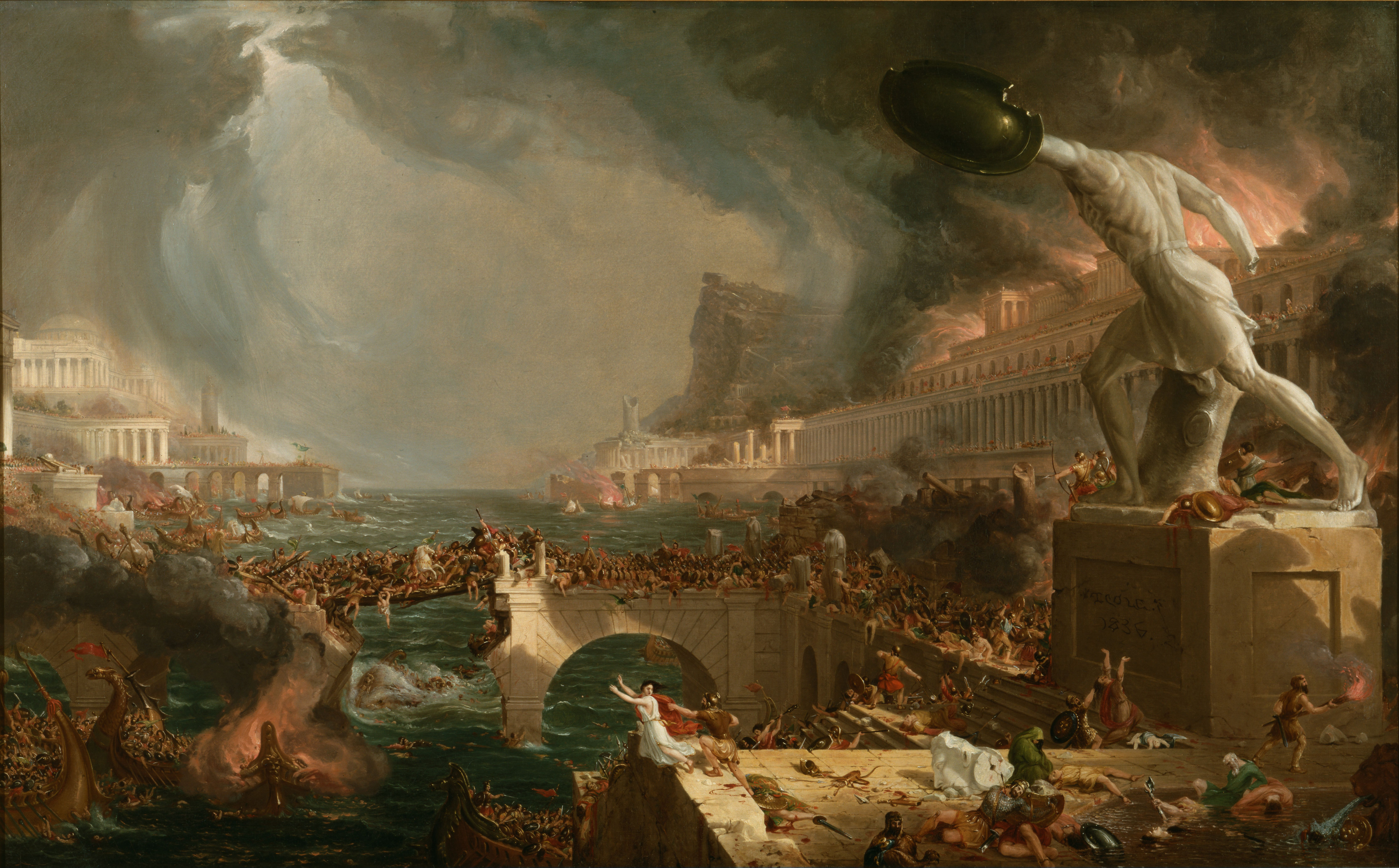
Destruição
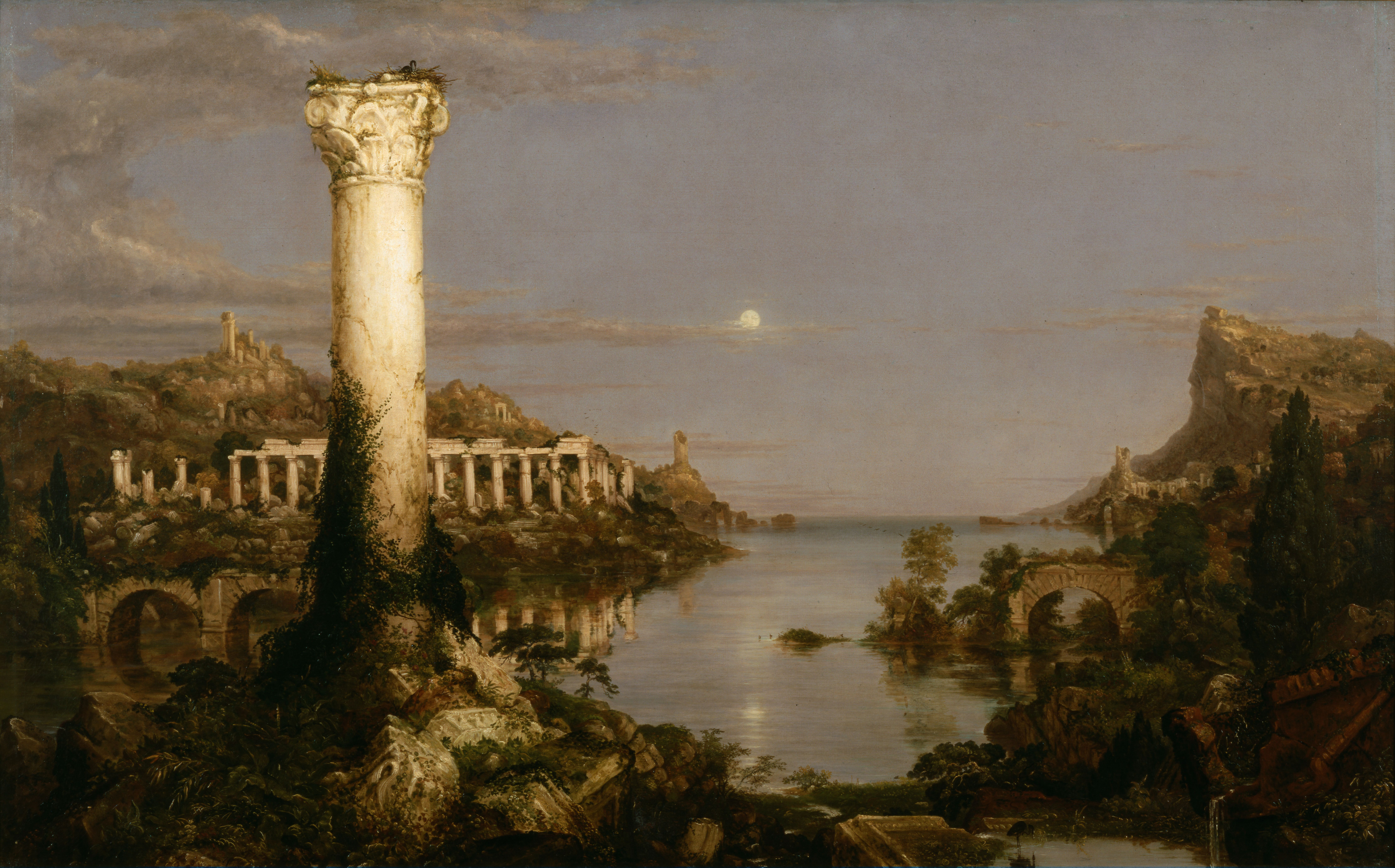
Desolação